# 青年文法学派
青年文法学派（せいねんぶんぽうがくは、ドイツ語: Junggrammatiker）とは、1870年代後半以降のライプツィヒ大学を中心とする印欧語比較言語学の学者のグループを指す。比較言語学をそれまでよりも精緻な学問にすることに重要な貢献をした。
日本語の訳語は一定せず、少壮文法学派・若手文法学派・新文法学派(英語: Neogrammarian)などとも呼ぶ。

## 名称
「青年文法学派」の名前はカール・ブルークマンがオストホフと発行した雑誌（活動の節を参照）創刊号(1878)の序文で使用したために知られるようになった。ブルークマンによると、元はフリードリヒ・ツァルンケが冗談で使ったのがはじまりであるという。
この語はおそらく青年ドイツなどの他の運動の名称にならってつけられたものだが、メンバーが20-30代と若いことにも由来する。いっぽう批判者からは「若輩」のような悪いニュアンスで使われた。

## 代表的な言語学者
青年文法学派は1870年代後半のライプツィヒ大学にいたか、同大学の学生らによる「文法のつどい」に出席していた以下の学者を中心とする。
- アウグスト・レスキーン (1840-1916)
- ベルトルト・デルブリュック (1842-1922)
- ヘルマン・パウル (1846-1921)
- ヘルマン・オストホフ (1847-1909)
- カール・ブルークマン (1849-1919)
- ヴィルヘルム・ブラウネ（ドイツ語版） (1850-1926)
- エドゥアルト・ジーファース (1850-1932)

以下の学者も青年文法学派に入れられることがある。
- カール・ヴェルナー (1846-1896)
- フリードリヒ・クルーゲ（ドイツ語版） (1856-1926)

また、フェルディナン・ド・ソシュールも同時期にライプツィヒに留学して、その強い影響を受けた。

## 活動
青年文法学派は1876年に以下のような目立つ業績をあげた。
- オストホフによる印欧祖語における r̥ の想定。
- ブルークマンによる印欧祖語における鼻音ソナントの想定。
- レスキーンによる「音法則に例外なし」の主張。
- ジーフェルスによる音声生理学の著作の公刊。

青年文法学派の主張としては「音法則に例外なし」がよく知られている。法則的な音対応については青年文法学派以前から重視されていたが、従来はある音は同じ音に対応するときも少数の例外があるのは当然と考えられていた。ところが青年文法学派は例外と見える音変化は説明されなければならないとした。これによって歴史的変化の再構に関する信頼性は大幅に増した。
パウル・ブラウネ・ジーフェルスは1874年に学術雑誌『ドイツ語ドイツ文学史論究』（通称パウル・ブラウネ誌）を発行した。
ブルークマンとオストホフは1878年に学術雑誌『インドゲルマン語の領域における形態論研究』を発行した。この雑誌の第1号のブルークマンによる序文で「青年文法学派」の語が使われた。
ブルークマンらは1892年に学術雑誌『インドゲルマン語研究』を発行した。
デルブリュックとブルークマンの共著による『インドゲルマン語比較文法概論』(全5部、1886-1900) は音論・形態論・統辞論までを含む、比較文法の金字塔的な作品であった（なお、ブルークマンは同書の改訂版を1897-1916年に出版しているが、全巻の完成前に没した）。
青年文法学派の理論的著作としてはパウルの大著『言語史原理』(1880)がある。

## 批判
青年文法学派は従来の比較言語学の方法に対する批判として出現したが、従来の学者からの反論も激しかった。青年文法学派の主な学者の師であるゲオルク・クルツィウスは音法則を重んじていたが、「例外がない」ということには反対で、青年文法学派を強く批判した。しかしクルツィウスが例外としたものは現在から見ると反例になっていない。波紋説で有名なベルリンのヨハネス・シュミットは青年文法学派と同世代であったが、やはり批判者であった。
またフーゴー・シューハルトは、青年文法学派が音変化が機械的・盲目的に起きる現象だとしたことに反対した。言語地理学者のジュール・ジリエロンはさらにすすんで「語にはそれぞれ歴史がある」という言葉に象徴されるように、不規則な音変化の存在を強調した。現在では規則的音変化に反する語彙拡散の実例が多く認められている。
構造主義言語学が盛んになると、青年文法学派の研究が個別の音の通時論的な変化の研究にかたより、体系としての言語の研究になっていないことが批判されるようになった。